# 류베치
류베치(우크라이나어: Любеч)는 우크라이나 체르니히우주의 도시로 인구는 2,086명(2015년 기준)이다. 키예프에서 북쪽으로 250km 정도 떨어진 곳에 위치하며 벨라루스 국경과 가까운 편이다. 키예프 대공국 시대인 882년에 처음 등장했을 정도로 오랜 역사를 갖고 있다.

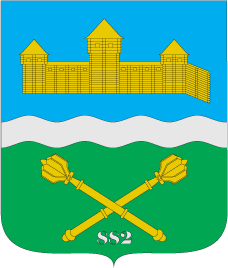
시 문장